# Kanjiža
Kanjiža (en serbe cyrillique : Кањижа ; en hongrois : Magyarkanizsa) est une ville et une municipalité de Serbie situées dans la province autonome de Voïvodine. Elles font partie du district du Banat septentrional. Au recensement de 2011, la ville comptait 9 696 habitants et la municipalité dont elle est le centre 24 995.

## Géographie
Kanjiža est située sur les bords de la rivière Tisa.

## Localités de la  municipalité de Kanjiža

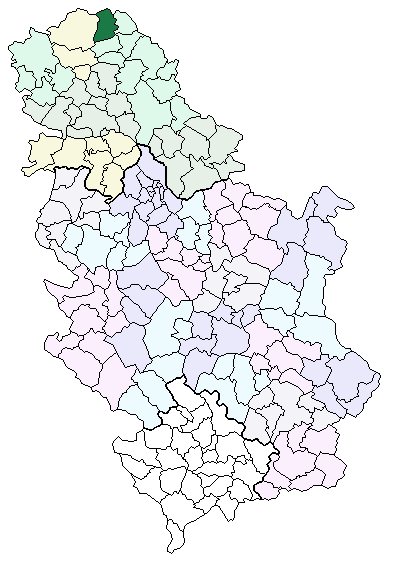
Localisation de la municipalité de Kanjiža en Serbie
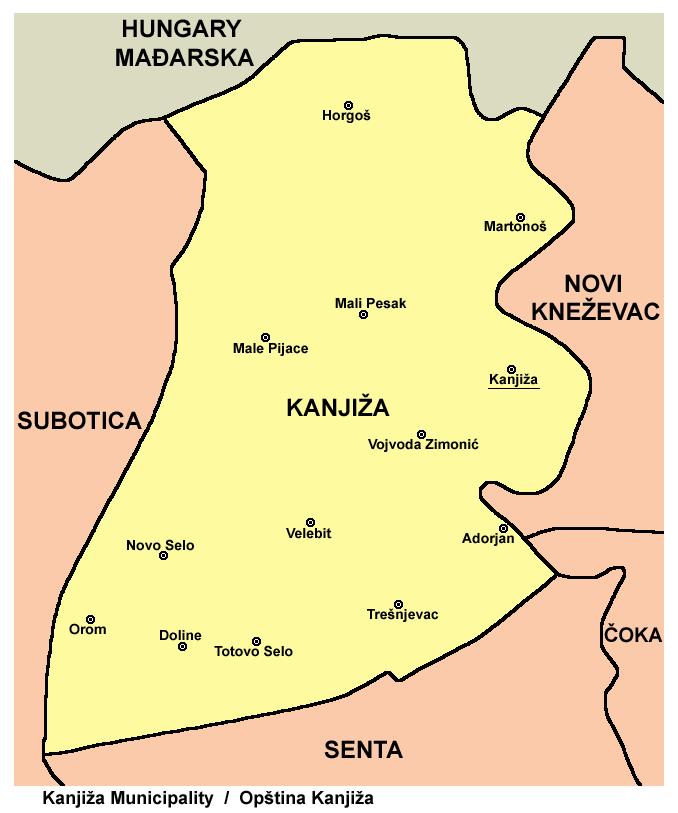
Localités de la municipalité de Kanjiža

La municipalité de Kanjiža compte 13 localités :
- Adorjan (en hongrois : Adorján)
- Doline (en hongrois : Völgyes)
- Horgoš (en hongrois : Horgos)
- Kanjiža
- Male Pijace (en hongrois : Kispiac)
- Mali Pesak (en hongrois : Kishomok)
- Martonoš (en hongrois : Martonos)
- Novo Selo (en hongrois : Újfalu)
- Orom (en hongrois : Orom)
- Totovo Selo (en hongrois : Tóthfalu)
- Trešnjevac (en hongrois : Oromhegyes)
- Velebit
- Vojvoda Zimonić (en hongrois : Ilonafalu)

Kanjiža est officiellement classée parmi les « localités urbaines » (en serbe : градско насеље et gradsko naselje) ; toutes les autres localités sont considérées comme des « villages » (село/selo).

## Démographie

### Ville

#### Évolution historique de la population dans la ville
| 1948   | 1953   | 1961   | 1971   | 1981   | 1991   | 2002   | 2011  |
| ------ | ------ | ------ | ------ | ------ | ------ | ------ | ----- |
| 11 139 | 10 842 | 10 722 | 11 240 | 11 759 | 11 541 | 10 200 | 9 696 |

### Municipalité

#### Répartition de la population dans la municipalité (2002)
Toutes les localités possèdent une majorité de peuplement hongrois, à l'exception de Velebit, qui possède une majorité serbe.

## Politique
À la suite des élections locales de 2004, les sièges de l'assemblée municipale de Kanjiža se répartissaient de la manière suivante :
| Parti                                                                     | Sièges |
| ------------------------------------------------------------------------- | ------ |
| Alliance des Magyars de Voïvodine                                         | 7      |
| Réformistes de Voïvodine                                                  | 7      |
| Parti démocratique                                                        | 4      |
| Ligue des sociaux-démocrates de Voïvodine                                 | 3      |
| G17 Plus                                                                  | 2      |
| Parti démocratique des Hongrois de Voïvodine                              | 2      |
| Liste « Kanjižki prokret za Evropu » (Mouvement de Kanjiža pour l'Europe) | 2      |
| Liste « Za Orom, Doline Novo Selo »                                       | 1      |
| Liste « Nezvinski za razvitak »                                           | 1      |

### Élections locales de 2008
À la suite des élections locales serbes de 2008, les 29 sièges de l'assemblée municipale de Kanjiža se répartissaient de la manière suivante, :
| Parti                       | Sièges |
| --------------------------- | ------ |
| Coalition hongroise         | 19     |
| Pour une Kanjiža européenne | 10     |

Njilaš Mihalj, membre de la Coalition hongroise d'István Pásztor, a été élu président (maire) de la municipalité, avec comme adjoint Bimbo Mihalj. Katkics Zoltán a été élu président de l'assemblée municipale et Beszédes Ernő vice-président,.

## Personnalités
- Đorđe Krstić (1851-1907), peintre ;
- Árok Ferenc (né en 1932), footballeur et entraîneur ;
- Miloš Mile Dimitrijević (1824-1896), président de la Matica srpska ;
- Dobó Tihamér, peintre ;
- Kanizsai (Csuka) Ferenc, écrivain ;
- Koncz István, poète ;
- Koncz István, acteur, réalisateur ;
- Nagy József (né en 1957), un danseur et chorégraphe ;
- Monica Seles, joueuse de tennis ;
- Lékó Péter (né en 1979), joueur d'échecs ;
- Tobijaš Ninčić, écrivain ;
- Baráth Ferenc (né en 1946), graphiste.

## Coopération internationale
Kanjiža a signé des accords de partenariat avec les villes suivantes :
- Budaörs (Hongrie)
- Ferencváros (Hongrie)
- Kiskunhalas (Hongrie)
- Kráľovský Chlmec (Slovaquie)
- Sfântu Gheorghe (Roumanie)